# Lachnaea funicaulis
Lachnaea funicaulis är en tibastväxtart som beskrevs av Schinz. Lachnaea funicaulis ingår i släktet Lachnaea och familjen tibastväxter. Inga underarter finns listade i Catalogue of Life.